# ويليام ويلر
ويليام ويلر (بالإنجليزية: William Wheeler)‏ هو مهندس أمريكي، ولد في 1851، وتوفي في 1932.